# Georg Landsberg
Georg Landsberg   (Breslau, 30 de gener de 1865 - Kiel, 14 de setembre de 1912) va ser un matemàtic alemany.

## Vida i obra
Landsberg va estudiar a les universitats de Leipzig i Breslau, obtenint el doctorat en aquesta última el 1890. Des de 1893 i fins al 1904 va ser professor de matemàtiques a la universitat de Heidelberg. El 1904 va retornar a la universitat de Breslau, però només s'hi va estar dos anys, ja que el 1906 va acceptar un lloc a la universitat de Kiel, en la qual va romandre fins a la seva mort prematura el 1912. A Kiel, va ser mestre de Jakob Nielsen, qui li va dedicar paraules d'agraïment en la seva tesi doctoral de l'any 1913.
Landsberg és recordat per haver estat l'autor, juntament amb Kurt Hensel, del tractat estàndard sobre teoria de les funcions algebraiques: Theorie der Algebraischen Funktionen einer Variabeln (1902). La idea central del seu tractat procedeix dels treballs sobre nombres algebraics de Kronecker i Dedekind, a més d'utilitzar l'analogia entre els enters algebraics d'un camp numèric algebraic i les funcions algebraiques d'una superfície de Riemann.